# شبكة الطرق السريعة عبر إفريقيا

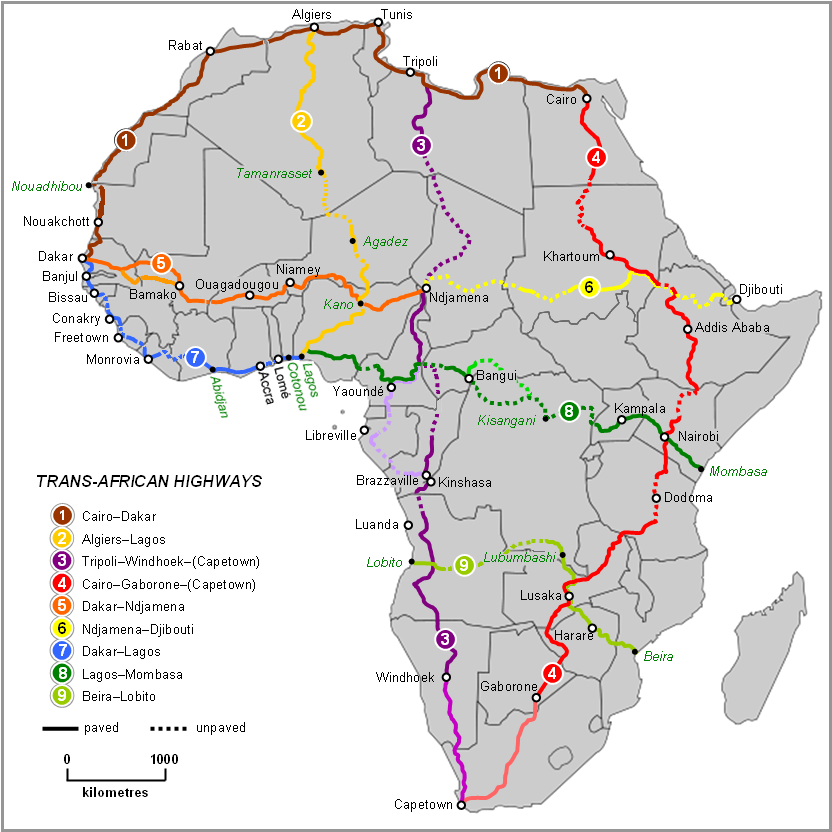

شبكة الطرق السريعة عبر أفريقيا بالإنجليزى "Trans African Highway Network" هي مشاريع تسع طرق سريعة في إفريقيا خططها وبيبنيها لجنة الأمم المتحدة الاقتصادية لأفريقيا (اللجنة الاقتصادية لأفريقيا) وبنك التنمية الأفريقى، والاتحاد الافريقى بالتعاون مع المجتمعات الدولية والإقليمية.
هدف شبكة الطرق السريعة عبر أفريقيا هو تعزيز التجارة وتخفيف حدة الفقر في أفريقيا عن طريق تطوير وإدارة الطرق لتكون ممرات تجارة بين دول أفريقيا. إجمالي طول الطرق السريعة التسعة 56683 كيلومتر. تُسمّى أيضًا'ممرات عبر أفريقيا' أو 'ممرات الطريق' بدل من الطرق السريعة.